# Apa Sherpa
Apa Sherpa, właściwie Lhakpa Tenzing Sherpa (ur. 20 stycznia 1960 w Thame) – nepalski himalaista. Zyskał sławę jako człowiek, który najwięcej razy zdobył najwyższy szczyt świata – Mount Everest. Dokonał tego 21 razy, pierwszy raz 10 maja 1990 r. a ostatni 11 maja 2011 r. Wyczyn ten zapewnił mu przydomek „Super Szerpa”.
Ma żonę – Yang Chi oraz troje dzieci, dwóch synów o imionach: Tenjing i Pemba oraz córkę Dawę. Mieszka wraz z rodziną w USA, w miasteczku Draper, w stanie Utah. Apa jest współwłaścicielem firmy odzieżowej Karma Outdoor Clothing.

Wpisany w roku 2012 do  Księgi Rekordów Guinnessa. Był wtedy rekordzistą pod względem największej liczby wejść na Everest w sumie 21 razy.
Lista wejść na Everest:

- 10 maja 1990 r.
- 8 maja 1991 r.
- 12 maja 1992 r.
- 7 października 1992 r.
- 10 maja 1993 r.
- 10 października 1994 r.
- 15 maja 1995 r.
- 26 kwietnia 1997 r.
- 20 maja 1998 r.
- 26 maja 1999 r.
- 24 maja 2000 r.
- 16 maja 2002 r.
- 26 maja 2003 r.
- 17 maja 2004 r.
- 31 maja 2005 r.
- 19 maja 2006 r.
- 16 maja 2007 r.
- 22 maja 2008 r.
- 21 maja 2009 r.
- 22 maja 2010 r.
- 11 maja 2011 r.